# Jhojan García
Jhojan Orlando García Sosa (Bogotà, 10 gennaio 1998) è un ciclista su strada colombiano che corre per il team Colombia Potencia de la Vida - Strongman, fratello di Ivan Ramiro Sosa.

## Palmarès

### Strada
- 2014 (Juniores, due vittorie)

4ª tappa Vuelta del Futuro de Colombia (Pereira > Pereira)
Classifica generale Vuelta del Futuro de Colombia
- 2016 (Juniores, una vittoria)

Classifica generale Vuelta del Porvenir de Colombia
Aguinaldo Fusagasugueño Cundinamarqués

#### Altri successi
- 2019 (Manzana Postobón)

Classifica giovani Vuelta a la Comunidad de Madrid
3ª tappa Vuelta al Valle del Cauca (Buga > La Habana, cronometro)

## Piazzamenti

### Grandi Giri
- Vuelta a España

2020: 71º